# Dieb Maloof
Dieb Nicolás Maloof Cusse (Barranquilla, 19 de abril de 1964) es un médico neurocirujano y político colombiano. Se desempeñó como Senador de la República de Colombia entre 2000 y 2007.
En el 2007 fue condenado a prisión por parapolítica a siete años de cárcel en medio del escándalo de la parapolítica.

## Carrera profesional
Maloof es médico egresado de la Universidad del Norte, especialista en neurocirugía de la Universidad de Buenos Aires. Además es Especialista Endovascular y Fellowship en Neurocirugía Pediátrica.
En Buenos Aires se ha entrenado con los mejores equipos profesionales de los Hospitales General de Agudos Cosme Argerich de la Ciudad Autónoma de Buenos Aires y el Hospital Interzonal General Agudos Pedro Fiorito de la Ciudad de Avellaneda, en la Provincia de Buenos Aires, consiguiendo una vasta experiencia en su especialidad.
Se desempeñó como coordinador de neurocirugía en Uniclínicas, neurocirujano en la Clínica La Asunción y en la Clínica General del Norte. También es Presidente de la Organización Clínica La Misericordia Internacional en Barranquilla, 

## Congresista de Colombia
El paso de Maloof por el Senado de la República empezó en el año 2000 cuando asumió como reemplazó de Édgar Perea, quien fue suspendido de su cargo.
En las elecciones legislativas de 2002, Maloof se postuló en representación de Movimiento de Integración Popular MIPOL, resultando elegido como senador de la República con un total de 67.864. En el año 2003 Maloof y otros representantes políticos de MIPOL se unen con algunos representantes de otros partidos y movimientos para conformar el Movimiento Colombia Viva, cuyos principales dirigentes se han visto involucrados en el escándalo de la parapolítica.
Para las elecciones legislativas de 2006, Maloof buscó ser elegido por el Partido de la U sin embargo su candidatura fue rechazada por los dirigentes del partido debido a las reiteradas versiones que vinculaban a Maloof con el comandante paramilitar y narcotraficante Jorge 40. Ante esta situación Maloof concurrió a las elecciones nuevamente en representación de Colombia Viva, resultando reelegido con 44.764 votos.
En enero del 2007 fue condenado a siete años de cárcel los delitos de concierto para delinquir agravado, organizar grupos armados ilegales, fraude electoral y constreñimiento al elector. Maloof aceptó los cargos. El exsenador cumplió pena de cuatro años y nueve meses y abandonó su carrera política.
En el 2015, en medio del proceso de Justicia y Paz, Maloof fue señalado como el “determinador” del asesinato del alcalde de Santo Tomás Nelson Mejía. El exsenador es absuelto por el juzgado al no encontrar pruebas.

### Propuestas legales durante su carrera.
El legado legislativo de Dieb Nicolás Maloof Cusse se identifica por su participación en las siguientes iniciativas desde el Congreso:

- Ordenar a todas las entidades oficiales la afiliación de sus empleados a la Administradora de Riesgos Profesionales del Instituto de Seguros Sociales.[6]
- Propone la congelación del tamaño del Concejo de Bogotá.[7]
- Reducir o congelar el número actual de Concejales de Bogotá (Aprobado).[8]
- Propone un cambio profundo en la estructura constitucional colombiana, al establecer una excepción a la prohibición para la imposición de prisión perpetua (Retirado).[9]
- Reordenar el Sistema General de Seguridad Social en Salud.[10]
- Regular las formas de contratación de los conductores de taxis y su vinculación al Sistema General de Seguridad Social.[11]

## Carrera política
Su trayectoria política se ha identificado por:

### Partidos políticos
A lo largo de su carrera ha representado los siguientes partidos:
| Partido político                     | Fecha Inicio        | Fecha Fin           |
| Movimiento Colombia Viva             | 20 de julio de 2006 | 19 de julio de 2010 |
| Movimiento Colombia Viva             | 2 de agosto de 2005 | 19 de julio de 2006 |
| Movimiento Integración Popular Mipol | 20 de julio de 2002 | 1 de agosto de 2005 |
| Partido Liberal                      | 20 de julio de 1998 | 19 de julio de 2002 |

### Cargos públicos
Entre los cargos públicos ocupados por Dieb Nicolás Maloof Cusé, se identifican:
| Cargo público           | Partido político                     | Fecha Inicio            | Fecha Fin               |
| Senador de la República | Movimiento Integración Popular Mipol | 20 de julio de 2002     | 19 de julio de 2006     |
| Senador de la República | Partido Liberal                      | 9 de septiembre de 1999 | 31 de diciembre de 1999 |